# پیرکند
پیرکند (به ترکی آذربایجانی: Pirkənd) منطقه‌ای مسکونی در جمهوری آذربایجان است که در شهرستان اوجار واقع شده‌است. پیرکند ۹۹۳ نفر جمعیت دارد.